# Lae Itam
Lae Itam is een bestuurslaag in het regentschap Dairi van de provincie Noord-Sumatra, Indonesië. Lae Itam telt 1285 inwoners (volkstelling 2010).